# 澳門特別行政區第五屆政府
澳門特別行政區第五屆政府是澳門特別行政區自1999年主權移交以來的第五屆特區政府，由第五任行政長官賀一誠領導，自2019年12月20日就職，任期至2024年12月19日結束。該屆政府延續了前屆的建制主導政策方向，並面對包括新冠疫情衝擊、經濟復甦、博彩法改革、愛國者治澳原則強化等多項重大政策挑戰。
第五屆政府的主要架構包括行政長官及五個主要政策司（行政法務司、經濟財政司、保安司、社會文化司、運輸工務司），並下轄多個局級部門。期間，立法會由第六屆（2017–2021）及第七屆（2021–2025）組成，兩屆皆由建制派佔多數議席，與政府保持高度配合。

## 沿革
澳門特別行政區第五屆政府於2019年12月20日就任，由賀一誠出任行政長官，為澳門回歸後首位具立法會議員經歷的特首，亦是唯一經行政長官選舉產生的候選人。賀於2019年8月25日當選，10月11日獲國務院任命，並於同年12月正式履新，任期五年。
政府初期即面對2019冠狀病毒病（COVID-19）全球疫情衝擊，公共衛生、邊境管理及經濟活動均受到嚴重影響。特區政府隨後推出多輪抗疫及經濟紓困措施，包括現金支援、稅費減免、消費卡計劃等。政府亦設立“援助企業特別計劃”與“保就業”措施以維持社會穩定與市場信心。
任內另一項主要政策為博彩制度改革。政府於2021年底提交《博彩法》修訂草案，2022年中完成修法，並於同年底展開新一輪博彩經營批給公開招標。最終六家中標公司獲發為期十年的經營批給，原有多間企業的子公司經整合後重新簽約。此舉標誌著澳門博彩產業邁向更多規範與本地化管理。
政治制度方面，第五屆政府期間配合中央有關「愛國者治澳」的政策方向，進一步強化選舉資格審查與公共機構的政治準則。2021年立法會選舉中，多名非建制派候選人被取消資格，引起部分輿論關注。
政府亦於任期內持續推進橫琴粵澳深度合作區建設，參與區域規劃與產業政策協調，並在住房政策、醫療系統改革、青少年培訓等領域提出多項計劃。城市總體規劃與土地法律制度亦於此階段展開修訂與立法。
第五屆政府任期至2024年12月19日屆滿，由岑浩輝出任第六屆行政長官，並組成新一屆特區政府。

## 主要官員
以下為第五屆澳門特別行政區政府（2019年12月20日－2024年12月19日）主要官員名單：
| 職位           | 姓名   | 任期                           |
| -------------- | ------ | ------------------------------ |
| 行政長官       | 賀一誠 | 2019年12月20日－2024年12月19日 |
| 政務司司長     | 張永春 | 2019年12月20日－               |
| 經濟財政司司長 | 李偉農 | 2019年12月20日－2024年12月19日 |
| 保安司司長     | 黃少澤 | 2014年12月20日－               |
| 社會文化司司長 | 歐陽瑜 | 2019年12月20日－2024年12月19日 |
| 運輸工務司司長 | 羅立文 | 2019年12月20日－2024年12月19日 |
| 檢察長         | 葉迅生 | 2014年12月20日—2024年12月19日  |

## 爭議

### 選舉制度與政治爭議
2021年立法會選舉期間，選舉管理委員會引用《選舉法》有關「擁護基本法、效忠澳門特區」之條文，取消多位候選人參選資格，當中包括部分長期參與選舉的非建制派人物，引起部分輿論關注與國際報導。政府則強調此舉是依法審查、落實「愛國者治澳」原則。事件引發本地外媒對選舉公正性的討論，亦使政治參與空間進一步集中於建制陣營。

### 行政改革與基建項目推進
在公共行政方面，政府推動電子政務與「一戶通」平台整合，強化部門間數據共享與線上服務能力，並針對土地法、都市更新法等立法項目提出修訂草案。此外，氹仔北安線輕軌工程、青茂口岸通車與內港防洪設施也於此屆政府任內陸續推進與完工，惟亦因預算追加、工程延誤等議題引發審計與公眾關注。

## 社會評價
第五屆澳門特區政府在任內推動多項政策改革與制度建設，其施政表現在社會各界獲得褒貶不一的評價，主要分為以下兩方面：

### 正面評價
部分建制派社團、商界與傳統社會團體對第五屆政府的施政予以肯定。特區政府於疫情初期迅速落實防疫封關、全民檢測與經濟紓困措施，獲認為展現出較高的行政效率與風險管理能力。此外，博彩法改革與橫琴深合區建設亦被認為有助提升本地產業競爭力、擴展澳門經濟腹地，為實現「經濟適度多元」奠定基礎。政府推動電子政務、一戶通平台整合、青年發展政策及都市更新計劃等措施，亦被視為順應數字轉型與社會期望的重要步伐。
在對外關係方面，第五屆政府維持與中央政府良好互動，積極參與粵港澳大灣區及「十四五」規劃中的相關政策推動，確保澳門在國家整體發展中的角色穩定，獲得部分學者與親政府評論者的積極評價。

### 負面評價
然而，部分公民團體、媒體與國際組織對第五屆政府亦提出批評。首先，在2021年立法會選舉中，多名非建制候選人被取消參選資格，引起外界對選舉公正性與言論空間收縮的關注。有批評指出，特區政府在政治參與及公民社會發展方面愈趨保守，導致立法會代表性與監察效能受到削弱。
在社會政策方面，儘管政府推出多項援助措施，但對於青年就業、房屋分配與醫療改革等長期積弊，仍被認為缺乏系統性方案與進展，尤其在中產階層與非建制選民中反應冷淡。政府多項基建工程亦出現延誤、預算追加與審計疑問，削弱部分市民對公共財政管理的信心。
另有部分評論指出，第五屆政府在政策制定過程中公眾諮詢不足、回應意見流於形式，缺乏與市民的有效溝通，影響施政透明度與社會凝聚力。